# Europarlamentari della Germania della V legislatura
Gli europarlamentari della Germania della V legislatura, eletti in occasione delle elezioni europee del 1999, furono i seguenti.

## Composizione storica
| Europarlamentare                       | Lista                                    | Gruppo    |
| -------------------------------------- | ---------------------------------------- | --------- |
| Rolf Berend                            | Unione Cristiano-Democratica di Germania | PPE-DE    |
| Christian Ulrik Von Boetticher         | Unione Cristiano-Democratica di Germania | PPE-DE    |
| Reimer Böge                            | Unione Cristiano-Democratica di Germania | PPE-DE    |
| Hiltrud Breyer                         | Alleanza 90/I Verdi                      | Verdi/ALE |
| André Brie                             | Partito del Socialismo Democratico       | GUE/NGL   |
| Elmar Brok                             | Unione Cristiano-Democratica di Germania | PPE-DE    |
| Udo Bullmann                           | Partito Socialdemocratico di Germania    | PSE       |
| Ozan Ceyhun                            | Alleanza 90/I Verdi                      | Verdi/ALE |
| Markus Ferber                          | Unione Cristiano-Sociale in Baviera      | PPE-DE    |
| Christel Fiebiger                      | Partito del Socialismo Democratico       | GUE/NGL   |
| Karl-Heinz Florenz                     | Unione Cristiano-Democratica di Germania | PPE-DE    |
| Ingo Friedrich                         | Unione Cristiano-Sociale in Baviera      | PPE-DE    |
| Michael Gahler                         | Unione Cristiano-Democratica di Germania | PPE-DE    |
| Evelyne Gebhardt                       | Partito Socialdemocratico di Germania    | PSE       |
| Norbert Glante                         | Partito Socialdemocratico di Germania    | PSE       |
| Anne-Karin Glase                       | Unione Cristiano-Democratica di Germania | PPE-DE    |
| Lutz Goepel                            | Unione Cristiano-Democratica di Germania | PPE-DE    |
| Willi Görlach                          | Partito Socialdemocratico di Germania    | PSE       |
| Alfred Gomolka                         | Unione Cristiano-Democratica di Germania | PPE-DE    |
| Friedrich-Wilhelm Graefe Zu Baringdorf | Alleanza 90/I Verdi                      | Verdi/ALE |
| Lissy Gröner                           | Partito Socialdemocratico di Germania    | PSE       |
| Klaus Hänsch                           | Partito Socialdemocratico di Germania    | PSE       |
| Jutta Haug                             | Partito Socialdemocratico di Germania    | PSE       |
| Ruth Hieronymi                         | Unione Cristiano-Democratica di Germania | PPE-DE    |
| Magdalene Hoff                         | Partito Socialdemocratico di Germania    | PSE       |
| Georg Jarzembowski                     | Unione Cristiano-Democratica di Germania | PPE-DE    |
| Elisabeth Jeggle                       | Unione Cristiano-Democratica di Germania | PPE-DE    |
| Karin Jöns                             | Partito Socialdemocratico di Germania    | PSE       |
| Karin Junker                           | Partito Socialdemocratico di Germania    | PSE       |
| Sylvia-Yvonne Kaufmann                 | Partito del Socialismo Democratico       | GUE/NGL   |
| Hedwig Keppelhoff-Wiechert             | Unione Cristiano-Democratica di Germania | PPE-DE    |
| Margot Kessler                         | Partito Socialdemocratico di Germania    | PSE       |
| Heinz Kindermann                       | Partito Socialdemocratico di Germania    | PSE       |
| Ewa Klamt                              | Unione Cristiano-Democratica di Germania | PPE-DE    |
| Christa Klass                          | Unione Cristiano-Democratica di Germania | PPE-DE    |
| Karsten Knolle                         | Unione Cristiano-Democratica di Germania | PPE-DE    |
| Dieter-Lebrecht Koch                   | Unione Cristiano-Democratica di Germania | PPE-DE    |
| Christoph Konrad                       | Unione Cristiano-Democratica di Germania | PPE-DE    |
| Constanze Krehl                        | Partito Socialdemocratico di Germania    | PSE       |
| Wolfgang Kreissl-Dörfler               | Alleanza 90/I Verdi                      | Verdi/ALE |
| Wilfried Kuckelkorn                    | Partito Socialdemocratico di Germania    | PSE       |
| Helmut Kuhne                           | Partito Socialdemocratico di Germania    | PSE       |
| Bernd Lange                            | Partito Socialdemocratico di Germania    | PSE       |
| Werner Langen                          | Unione Cristiano-Democratica di Germania | PPE-DE    |
| Brigitte Langenhagen                   | Unione Cristiano-Democratica di Germania | PPE-DE    |
| Armin Laschet                          | Unione Cristiano-Democratica di Germania | PPE-DE    |
| Kurt Lechner                           | Unione Cristiano-Democratica di Germania | PPE-DE    |
| Klaus-Heiner Lehne                     | Unione Cristiano-Democratica di Germania | PPE-DE    |
| Jo Leinen                              | Partito Socialdemocratico di Germania    | PSE       |
| Peter Liese                            | Unione Cristiano-Democratica di Germania | PPE-DE    |
| Rolf Linkohr                           | Partito Socialdemocratico di Germania    | PSE       |
| Günter Lüttge                          | Partito Socialdemocratico di Germania    | PSE       |
| Erika Mann                             | Partito Socialdemocratico di Germania    | PSE       |
| Thomas Mann                            | Unione Cristiano-Democratica di Germania | PPE-DE    |
| Helmuth Markov                         | Partito del Socialismo Democratico       | GUE/NGL   |
| Hans-Peter Mayer                       | Unione Cristiano-Democratica di Germania | PPE-DE    |
| Xaver Mayer                            | Unione Cristiano-Sociale in Baviera      | PPE-DE    |
| Winfried Menrad                        | Unione Cristiano-Democratica di Germania | PPE-DE    |
| Hans Modrow                            | Partito del Socialismo Democratico       | GUE/NGL   |
| Peter Michael Mombaur                  | Unione Cristiano-Democratica di Germania | PPE-DE    |
| Emilia Franziska Müller                | Unione Cristiano-Sociale in Baviera      | PPE-DE    |
| Rosemarie Müller                       | Partito Socialdemocratico di Germania    | PSE       |
| Hartmut Nassauer                       | Unione Cristiano-Democratica di Germania | PPE-DE    |
| Angelika Niebler                       | Unione Cristiano-Sociale in Baviera      | PPE-DE    |
| Doris Pack                             | Unione Cristiano-Democratica di Germania | PPE-DE    |
| Willi Piecyk                           | Partito Socialdemocratico di Germania    | PSE       |
| Bernd Posselt                          | Unione Cristiano-Sociale in Baviera      | PPE-DE    |
| Hans-Gert Pöttering                    | Unione Cristiano-Democratica di Germania | PPE-DE    |
| Godelieve Quisthoudt-Rowohl            | Unione Cristiano-Democratica di Germania | PPE-DE    |
| Alexander Radwan                       | Unione Cristiano-Sociale in Baviera      | PPE-DE    |
| Christa Randzio-Plath                  | Partito Socialdemocratico di Germania    | PSE       |
| Bernhard Rapkay                        | Partito Socialdemocratico di Germania    | PSE       |
| Dagmar Roth-Behrendt                   | Partito Socialdemocratico di Germania    | PSE       |
| Mechtild Rothe                         | Partito Socialdemocratico di Germania    | PSE       |
| Willi Rothley                          | Partito Socialdemocratico di Germania    | PSE       |
| Heide Rühle                            | Alleanza 90/I Verdi                      | Verdi/ALE |
| Jannis Sakellariou                     | Partito Socialdemocratico di Germania    | PSE       |
| Ursula Schleicher                      | Unione Cristiano-Sociale in Baviera      | PPE-DE    |
| Gerhard Schmid                         | Partito Socialdemocratico di Germania    | PSE       |
| Ingo Schmitt                           | Unione Cristiano-Democratica di Germania | PPE-DE    |
| Horst Schnellhardt                     | Unione Cristiano-Democratica di Germania | PPE-DE    |
| Jürgen Schröder                        | Unione Cristiano-Democratica di Germania | PPE-DE    |
| Ilka Schröder                          | Alleanza 90/I Verdi                      | Verdi/ALE |
| Elisabeth Schroedter                   | Alleanza 90/I Verdi                      | Verdi/ALE |
| Martin Schulz                          | Partito Socialdemocratico di Germania    | PSE       |
| Konrad K: Schwaiger                    | Unione Cristiano-Democratica di Germania | PPE-DE    |
| Renate Sommer                          | Unione Cristiano-Democratica di Germania | PPE-DE    |
| Gabriele Stauner                       | Unione Cristiano-Sociale in Baviera      | PPE-DE    |
| Ulrich Stockmann                       | Partito Socialdemocratico di Germania    | PSE       |
| Diemut Theato                          | Unione Cristiano-Democratica di Germania | PPE-DE    |
| Stanislaw Tillich                      | Unione Cristiano-Democratica di Germania | PPE-DE    |
| Feleknas Uca                           | Partito del Socialismo Democratico       | GUE/NGL   |
| Ralf Walter                            | Partito Socialdemocratico di Germania    | PSE       |
| Barbara Weiler                         | Partito Socialdemocratico di Germania    | PSE       |
| Rainer Wieland                         | Unione Cristiano-Democratica di Germania | PPE-DE    |
| Karl Von Wogau                         | Unione Cristiano-Democratica di Germania | PPE-DE    |
| Joachim Wuermeling                     | Unione Cristiano-Sociale in Baviera      | PPE-DE    |
| Jürgen Zimmerling                      | Unione Cristiano-Democratica di Germania | PPE-DE    |
| Sabine Zissener                        | Unione Cristiano-Democratica di Germania | PPE-DE    |

## Modifiche intervenute

### Unione Cristiano-Democratica di Germania
- In data 27.11.1999 a Stanislaw Tillich subentra Brigitte Wenzel-Perillo.

### Partito Socialdemocratico di Germania
- In data 02.10.2000 a Günter Lüttge subentra Garrelt Duin.

### Unione Cristiano-Sociale in Baviera
- In data 14.11.2003 a Emilia Franziska Müller subentra Martin Kastler.